# Eudioctria denuda
Eudioctria denuda là một loài ruồi trong họ Asilidae. Eudioctria denuda được Wilcox & Martin miêu tả năm 1941.